# Namba (odjeća)
Namba je tradicionalna odjeća za pokrivanje penisa u otočnoj državi Vanuatu. Omota se oko penisa i ponekad je jedina odjeća koju nose. Dva plemena na Malakuli, Big Nambas i Smol (mali) Nambas, dobila su imena po veličini svojih namba.
Nambe su karakteristični za središnji Vanuatu. Na sjevernim otocima umjesto njih se nose dugačke prostirke omotane oko struka.